# Рдзьостув
Рдзьостув (пол. Rdziostów) — село в Польщі, у гміні Хелмець Новосондецького повіту Малопольського воєводства.
Населення — 492 особи (2011).

## Демографія
Демографічна структура станом на 31 березня 2011 року:
|          | Загалом | Допрацездатний вік | Працездатний вік | Постпрацездатний вік |
| -------- | ------- | ------------------ | ---------------- | -------------------- |
| Чоловіки | 245     | 64                 | 164              | 17                   |
| Жінки    | 247     | 60                 | 154              | 33                   |
| Разом    | 492     | 124                | 318              | 50                   |